# Near Dublin
Near Dublin er en amerikansk stumfilm fra 1924 instrueret af Ralph Ceder.

## Medvirkende
- Stan Laurel
- Ena Gregory
- James Finlayson
- George Rowe
- James T. Kelley
- Dick Gilbert
- Charlie Hall
- Fred Karno Jr.
- Helen Gilmore